# Anolis guazuma
Anolis guazuma (туркінський гілочковий аноліс) — вид ігуаноподібних ящірок родини анолісових (Dactyloidae). Ендемік Куби.

## Поширення і екологія
Туркінські гілочкові аноліси мешкають в передгір'ях Сьєрра-Маестри в провінції Сантьяго-де-Куба на південному сході Куби. Вони живуть у мезофільних вічнозелених і напіввічнозелених лісах, на висоті від 25 до 600 м над рівнем моря.